# Minstrellus nivosa
Minstrellus nivosa is een vlindersoort uit de familie van de prachtvlinders (Riodinidae), onderfamilie Riodininae.
Minstrellus nivosa werd in 1929 beschreven door Stichel.